# Greenville (Wisconsin)
Greenville – miasto w Stanach Zjednoczonych, w stanie Wisconsin, w hrabstwie Outagamie. W 2010 zamieszkiwało w nim ponad 10 000 osób. W mieście znajduje się port lotniczy Hrabstwo Outagamie.